# 윤범행 (조선의 무신)
윤범행(尹範行)은 정조17년에 경상좌도 병마 절도사였다.
수원 화성 건축때 성지의 모양을 그림으로 그려서 바치게 하였는데, 조잡하게 그렸다는 이유로 삭탈되었다.
정조 39권, 18년(1794 갑인 / 청 건륭(乾隆) 59년) 1월 7일(을미) 2번째기사에 보면
앞으로 수원부에 성을 쌓으려고 팔도에 명하여 성지(城池)의 모양을 그림으로 그려서 바치게 하였는데, 경상좌도 병마 절도사 윤범행(尹範行)이 그려 바친 그림이 매우 조잡하였으므로, 그의 관직을 삭탈하여 잡아다가 추문하게 하고 이우현(李禹鉉)을 대신 임명하였다.
관직에 임명된지 3개월만에 삭탈되었다.